# Нада Шакић
Нада Есперанца Шакић рођена Тамбић (Ливно, 4. август 1926 — Загреб, 5. фебруар 2011) је била припадник усташа, чувар женског логора Стара Градишка у саставу усташког логора Јасеновац, жена Динка Шакића и полусестра Вјекослава Макса Лубурића.

## Живот
Њена мајка је била удата за Љубомира Лубурића, а после смрти мужа се преудала за Јоза Тамбића, с којим је изродила још троје деце.
Оснивач логора смрти у Јасеновцу Макс Лубурић, средином октобра 1942. године у дужност уводи и своје две полусестре, Зору и Наду. У женском логору „Стара Градишка“, у коме је за свега три године убијено скоро 80.000 жена и деце (процењује се да је у хрватским радним логорима уморено више од десет хиљада деце), Нада Тамбић је била једна од највећих злотвора.
Логораши се сећају да је једном приликом, након молитве у католичкој цркви у дну логора, седела на клупи у парку. Испред ње, на једно двадесетак метара, једна млада заточеница је метлом чистила лишће са стазе. Без икаквог повода, Нада је извукла пиштољ и убила је на лицу места. Наставила је потом да седи као да се ништа није десило.
Увек је била у усташкој зеленој униформи са опасачима, пиштољем и камом у чизми. Патолошки је уживала у зверском мучењу и најчешће убијала без икаквог повода. Постоје сведочења преживелих затвореница која описују њена клања логорашица. Након покоља би се мало „утегла“, руком прочешљала косу и наставила даље као да је претходно учинила нешто најнормалније.
У Музеју жртава геноцида у логорима смрти Стара Градишка и Јасеновац, Нада Тамбић-Шакић је идентификована по фотографији у усташкој униформи са управитељицом логора Маријом Мајом Буждон. А управо су оне, по сећању логораша, заједно са Божицом Обрадовић биле такозвана „црна тројка“ која се највише хвалила почињеним злочинима. У истрази Државне комисије након ослобођења, несумњиво је утврђено да су починиле низ убистава и свирепих мучења над логорашицама, због чега је Маја Буждон осуђена на смрт. Нажалост, Нада је успела да побегне из земље, емигрира у Аргентину и избегне одговорност за почињена дела.
Када су средином јула 1998. године власти СР Југославије затражиле од Аргентине њено изручење, са истим захтевом је пожурила и Република Хрватска. Показало се, нажалост, да њен захтев није мотивисан жељом да се суди осведоченом ратном злочинцу, већ напротив, да се заштити од изручења и најављеног суђења у Југославији. Жупанијски суд у Загребу је већ наредне године одбацио све доказе против Шакићеве, прогласио је невином и ослободио кривице.
Државни адвокат у Загребу Радован Сантек је својевремено демантовао да је Центар „Симон Визентал“ доставио изјаве сведока који су видели Наду Шакић како убија логораше. Након тромесечне истраге, Жупанијско државно тужилаштво је закључило да нема доказа против Наде Шакић, те је пуштена на слободу. С обзиром на то да се осумњичена није могла вратити кући и да је била скромног материјалног стања, држава Хрватска је преузела и обавезу старања о њој и њеног смештања у старачки дом. Био је то још један шамар истини и правди.
– Осјећам се изврсно, правда је побједила. Сретна сам што сам дошла у своју земљу, што ми је била највећа жеља – изјавила је Нада по изласку из затвора.
Нада Шакић је остала у Хрватској где су се о њој ревносно старали. Уместо на робији, Нада Шакић живела је у елитном дому пензионера у Загребу и уживала све привилегије достојне националног хероја и заслужног грађанина.
Интерпол је 15. 7. 2011. године на захтев Србије расписао потерницу за Надом Шакић, осумњиченом за злочине у усташким логорима. Истога дана хрватски медији су објавили да је оптужена умрла 5. фебруара 2011. и да је кремирана на Загребачком гробљу Мирогој.
Њен лик је заступљен и обрађен у филму Дара из Јасеновца.